# Lisia Góra, West Pomeranian Voivodeship
Lisia Góra [ˈliɕa ˈɡura] (tiếng Đức: Fuchsberg)  là một ngôi làng thuộc khu hành chính của Gmina Dygowo, thuộc hạt Kołobrzeg, West Pomeranian Voivodeship, ở phía tây bắc Ba Lan.